# 时标微积分
在数学中，时标微积分是差分方程和微分方程的一种统一。时标微积分最初由德国数学家Stefan Hilger发明，应用于需要同时包含离散和连续的情况的模型的领域中。它为导数赋予了新的定义，使得如果你对定义在实数中的闭区间上的函数进行求导，就等价于通常意义上的导数；然而如果你将这种新定义的导数作用于定义在整数集上的函数，则它就等价于前移差分算子。

## 动力方程
关于微分方程的很多结果能够轻而易举地延伸到差分方程中相对应的结果，然而其他的一些结果却在二者中看起来非常不同。。时标动力方程的研究揭示了这种差异，并且有助于避免将类似的结果证明两次——在微分方程中证明一次，在差分方程中又证明一次。一般的想法是证明一个动力方程的结果，其中未知函数的定义域叫做时标（又叫做时集），它可以是实数集中的任意闭子集。用这种方式定义以后，结果就不仅能应用于实数集或者整数集，还能应用在更一般的时标，例如康托尔集。时标的最广泛的三种应用是微分学、有限差分和量子微积分。时标动力方程在诸如群族动力学等领域有潜在应用。例如，我们可以建立一种昆虫的种群模型，在生长季节种群数量是连续变化的，在冬季这种昆虫死亡，但是它们的卵处在孕育或者休眠的状态，然后在春季孵化出来，进而导致了一个不重叠的种群数量。

## 精确定义
时标或称度量链{\displaystyle \mathbb {T} }是实数轴{\displaystyle \mathbb {R} }上的闭子集。定义：
{\displaystyle \sigma (t)=\inf\{s\in \mathbb {T} :s>t\}}（前移算子／前跃算子）
{\displaystyle \rho (t)=\sup\{s\in \mathbb {T} :s<t\}}（后移算子／后跃算子）
令{\displaystyle t}为{\displaystyle \mathbb {T} }中的一个元素。那么{\displaystyle t}為：
左稠，当{\displaystyle \rho (t)=t}，
右稠，当{\displaystyle \sigma (t)=t}，
左散，当{\displaystyle \rho (t)<t}，
右散，当{\displaystyle \sigma (t)>t}，
稠密，当{\displaystyle t}是左稠且右稠的，
孤立，当{\displaystyle t}是左散且右散的。定义时标{\displaystyle \mathbb {T} }的粒度函数{\displaystyle \mu }为：
{\displaystyle \mu (t)=\sigma (t)-t}。取函数：
{\displaystyle f:T\rightarrow \mathbb {R} }，
(其中{\displaystyle \mathbb {R} }可以是任何巴拿赫空间，但为简单起见令其为实数轴）。定义：广义导数{\displaystyle f^{\Delta }(t)}
对于任意的{\displaystyle \epsilon >0}，存在{\displaystyle t}的一个邻域{\displaystyle U}使得：
{\displaystyle |f(\sigma (t))-f(s)-f^{\Delta }(t)(\sigma (t)-s)|\leq \varepsilon |\sigma (t)-s|}
对于任意的{\displaystyle s\in T}。令{\displaystyle \mathbb {T} =\mathbb {R} }。那么{\displaystyle \sigma (t)=t}，{\displaystyle \mu (t)=0}；{\displaystyle f^{\Delta }=f'}是用于标准微积分中的导数。令{\displaystyle \mathbb {T} =\mathbb {Z} } (整数集），那么{\displaystyle \sigma (t)=t+1}，{\displaystyle \mu (t)=1}，{\displaystyle f^{\Delta }=\Delta f}是用在差分方程中的前移差分算子。

## 拉普拉斯变换和Z变换
稍微修改一下Z变换，就可以得到一个用于差分方程的Z* 变换，它使用与用于微分方程的拉普拉斯变换相同的表格。这种变换现在应用于所有的时标动力方程，而不仅仅用于整数或实数。

## 引用
1. 1 2  Martin Bohner & Allan Peterson. . Birkhäuser. 2001. ISBN 978-0-8176-4225-9. 链接（英文）

## 延伸阅读
- 计算和应用数学期刊的特别文章（英文）
- 时标 （页面存档备份，存于） - 贝勒大学时标研究组（英文）
- 动力方程和应用 （页面存档备份，存于） - 差分方程特殊问题的研究进展（英文）